# Juan de Mesa
Juan de Mesa (Cordova, 1583 – Siviglia, 26 novembre 1627) è stato uno scultore spagnolo, del periodo barocco.

## Biografia

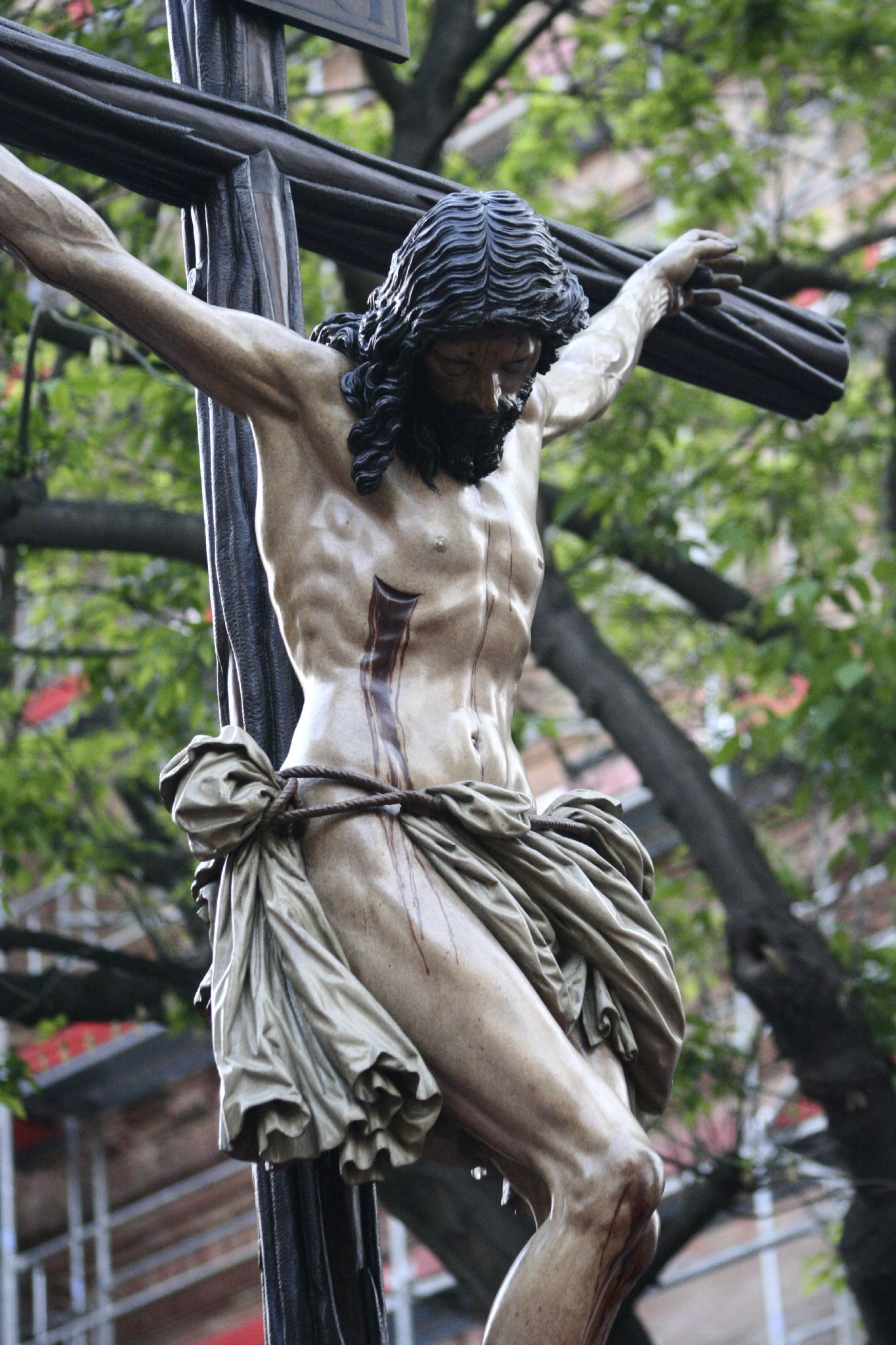
Cristo della Buona Morte

Nacque a Cordova e fu battezzato nella chiesa di San Pietro della stessa città il 26 giugno 1583.
Nel 1606 si stabilì a Siviglia, dove entrò nella bottega di Juan Martínez Montañés che in quegli anni era una delle più importanti in città. Firmò un contratto di appredistato di quattro anni, portando a termine una formazione probabilmente incominciata a Cordova.
Nel 1613 sposò María de Flores. Sebbene non si sia conservato il certificato del suo esame di scultura, si sa che nel 1615 disponeva di una sua bottega nel quartiere di San Martín e che contrattasse le sue opere. A Siviglia diede il meglio della sua produzione artistica, in una vita professionale intensa ma breve, poiché morì il 26 novembre 1627, a 44 anni, vittima della tubercolosi.
Juan de Mesa fu sepolto nella chiesa di San Martino di Siviglia, dove fu collocata una lapide commemorativa nel 1937.

## Attività artistica
Il primo lavoro indipendente noto è San Giuseppe e il bambino Gesù nella chiesa di Santa Maria la Blanca a Fuentes de Andalucía. L'opera fu commissionata come lavoro di sola scultura, infatti la policromia è posteriore e va datata al XVIII secolo.
Dopo alcune opere minori, incomincia e si consolida la sua tappa più importante come scultore di statue di grandi dimensioni: tra il 1618 e il 1623 l'artista produsse i propri lavori più significativi e conosciuti.
La serie si inizia con il Cristo dell'Amore, il primo dei dieci crocefissi che realizzò; fu iniziato nel maggio del 1618 e terminato nel giugno del 1620. È una statua di 1,81 m di altezza realizzata per la Confraternita dell'Amore che è stabilita presso la chiesa del Salvatore di Siviglia. Il contratto avvenne tramite una scrittura notarile che specifica che nessun altro sarebbe potuto intervenire nella creazione dell'opera.
Del 1618 è il retablo dell'altar maggiore dell'Ospedale di San Bernardo, detto popolarmente "dei Vecchi", oggi scomparso; e dell'anno seguente la statua del Cristo del Buon Ladrone della Confraternita della Conversione del Buon Ladrone, più conosciuta come Monserrat, della cappella omonima, sempre a Siviglia, opera caratterizzata da un certo barocchismo con cui ebbero inizio le sue produzioni di carattere realista. Con 1,92 m di altezza, in questo Cristo prese le distanze dell'opera del suo maestro Martínez Montañés, aumentando il chiaroscuro e accentuando la forza passionale.
Del 1620 è il Cristo de la Buena Muerte, su commissione di una fraternità sacerdotale ubicata nella Casa Professa della Compagnia di Gesù presso la chiesa dell'Annunciazione e attualmente in possesso della Fraternità degli Studenti stabilita nella cappella dell'Università di Siviglia.
Nello stesso anno 1620, Mesa realizzò una delle sue opere più celebri, il Gesù del Gran Potere, una statua di Gesù portante la croce, su commissione del Fraternità del Gran Potere, che è divenuto un simbolo della città di Siviglia. Opera di un marcato barocchismo, riesce a riflettere le conseguenze della sofferenza umana in un volto che appare come invecchiato per i dolori sopportati. Realizzò sempre nello stesso anno l'effigie del San Giovanni Evangelista per la medesima Fraternità; queste due statue vestite sono collocate nella basilica del Gran Potere, accanto alla chiesa di San Lorenzo.
Un'altra delle sue opere più significative si trova nella Rambla di Cordova, nota come Gesù Nazareno (1622). Si tratta di una statua di 1,92 m, in cui Gesù è rappresentato con la croce sulle spalle, sul punto di cadere. La perfezione tecnica della scultura è notevole. Si conserva nella chiesa dello Spirito Santo.
Nel 1622 ricevette una commissione da Juan Pérez de Irazábal, funzionario del re, per scolpire un crocifisso, il Santo Cristo dell'Agonia, che si conserva nella chiesa parrocchiale di San Pedro di Ariznoa a Vergara, nei Paesi Baschi. Secondo Hernández Díaz, è una delle opere più importanti di Juan de Mesa.
Nel 1623 realizzò il Cristo della Misericordia per il convento di Sant'Isabella di Siviglia e anche, per incarico del canonico Diego de Fontiveros, un altro crocifisso noto anch'esso come Cristo della Misericordia, destinato alla Collegiata di Osuna.
Nel 1624 portò a termine un Cristo crocifisso per la Compagnia di Gesù, che si trova nella chiesa di San Pietro di Lima, e un altro Crocifisso per la fraternità della Vera Croce di Las Cabezas de San Juan. Considerato originariamente un'opera di anonimo, si è potuto risalire al suo autore grazie a una pergamena conservata in una piccola cassetta dietro la statua.
Risale ai suoi ultimi anni (1626-1627) il San Raimondo Nonnato che realizzò per il convento della Mercede Scalza di Siviglia e che oggi si conserva al Museo de Bellas Artes. E allo stesso anno della sua morte, il 1627, va ascritto il gruppo che scolpì per la chiesa di Sant'Agostino di Cordova, noto come Madonna delle Angustie.

Opere di Juan de Mesa
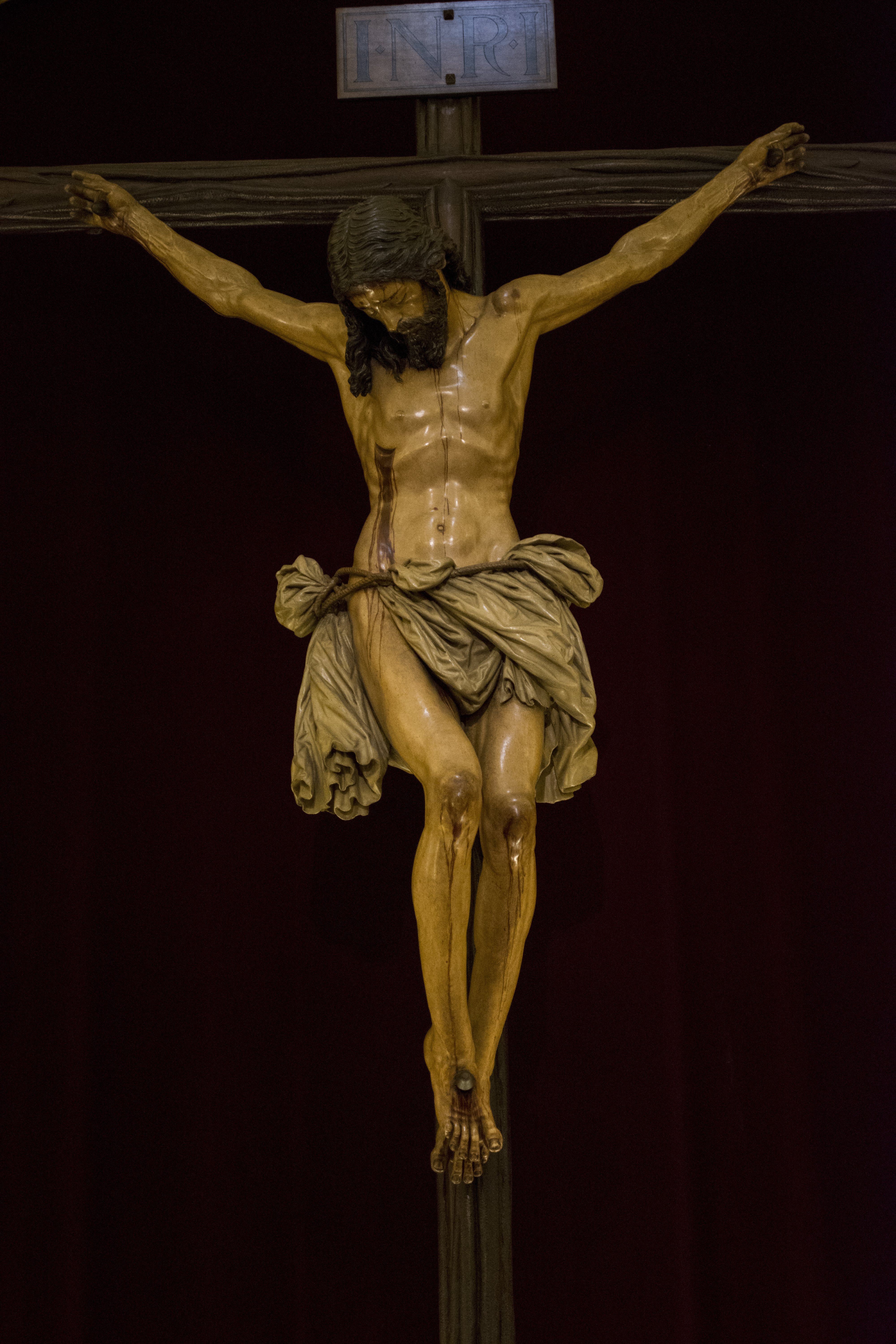
Cristo della Buona Morte, Cappella dell'Università (Siviglia)
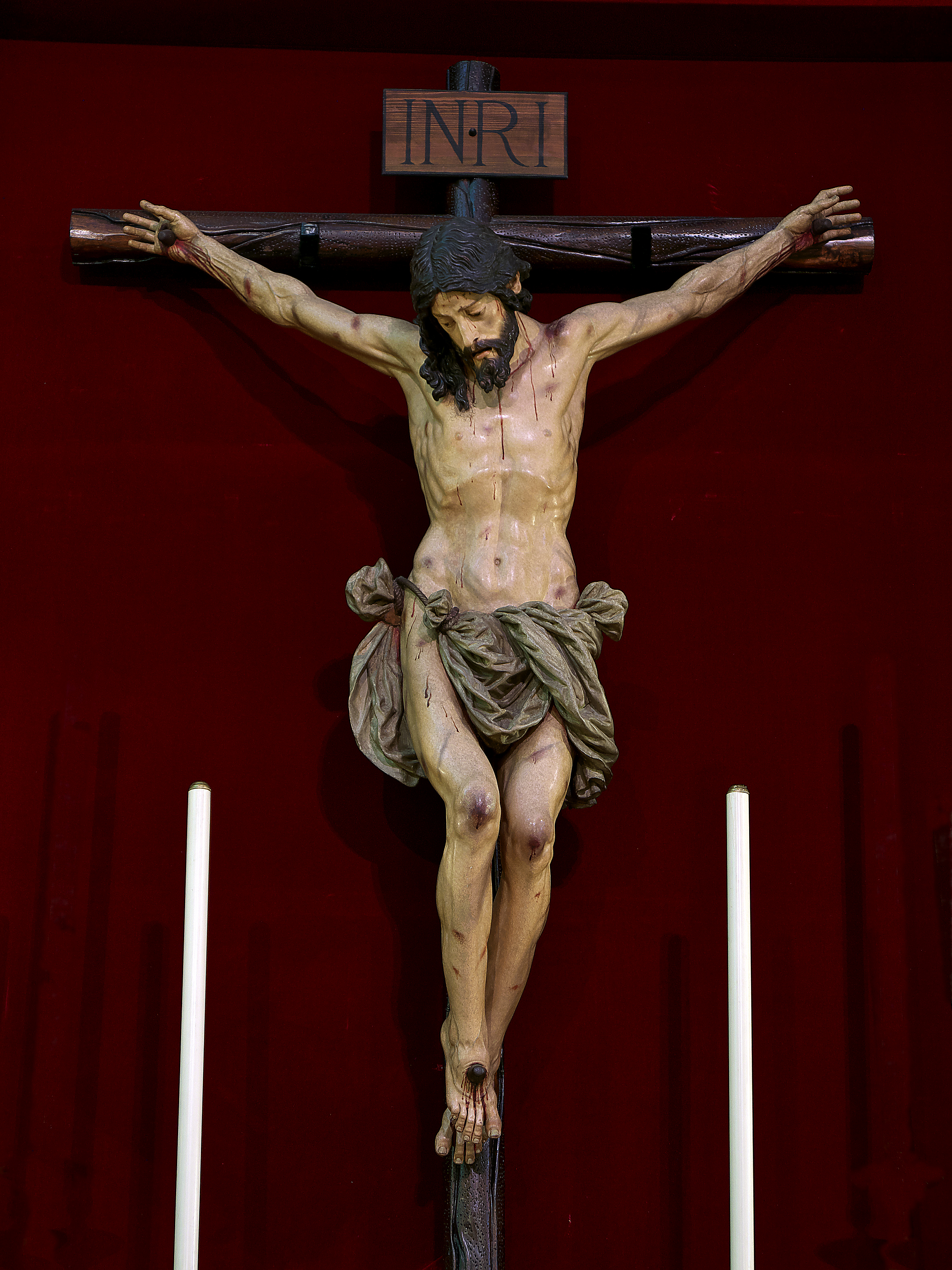
Cristo della Misericordia, Convento di Sant'Isabella
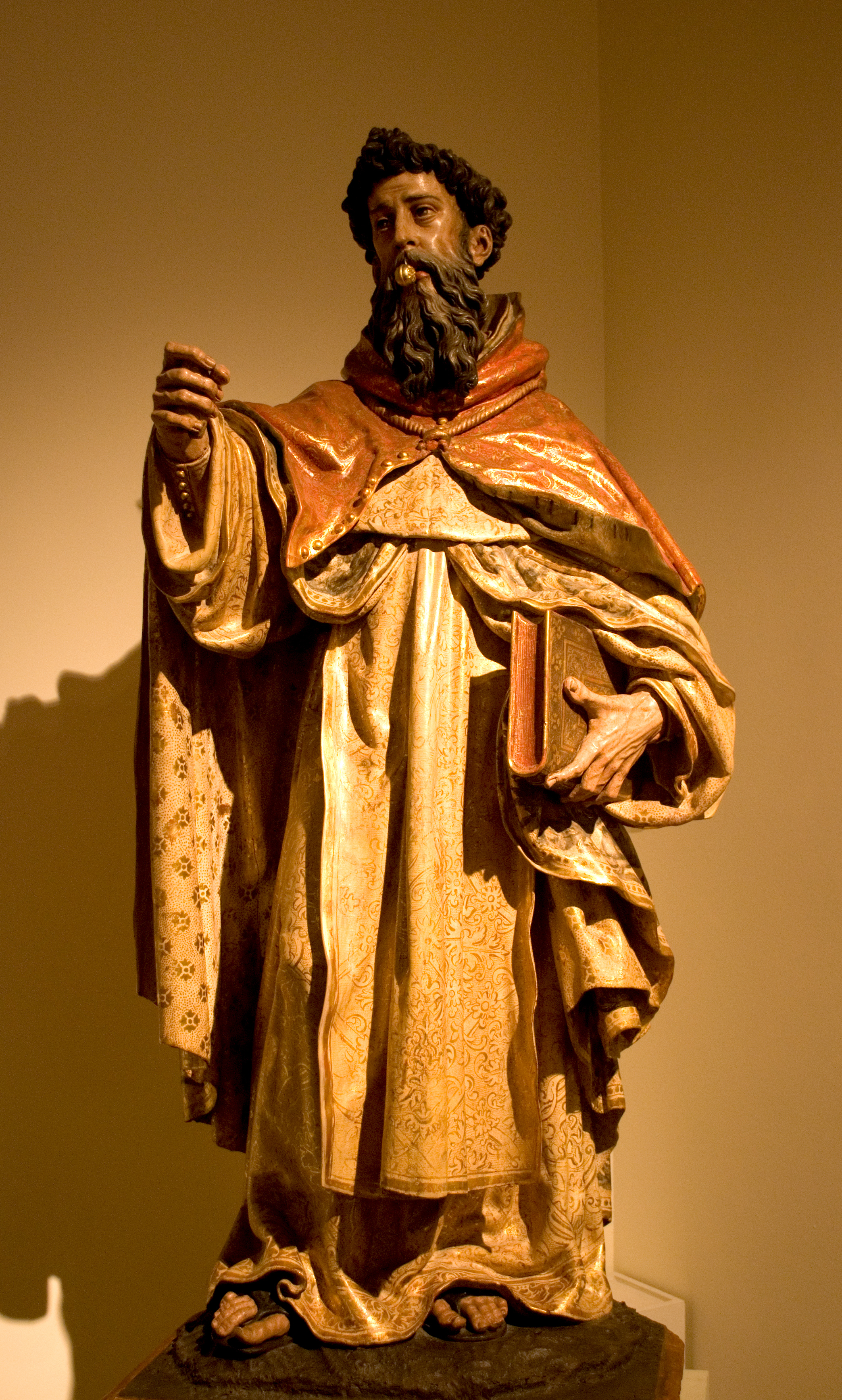
San Raimondo Nonnato
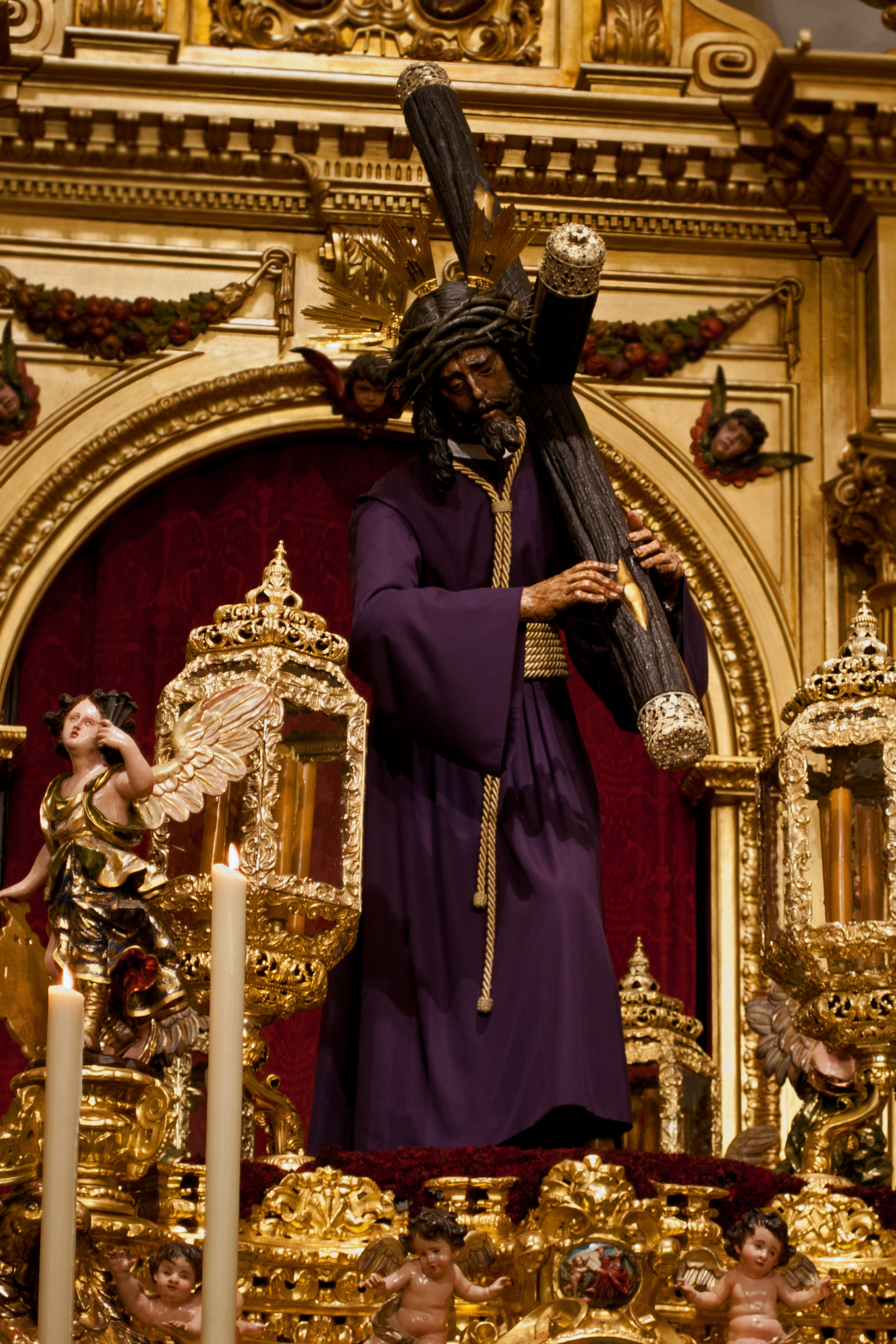
Gesù del Gran Potere
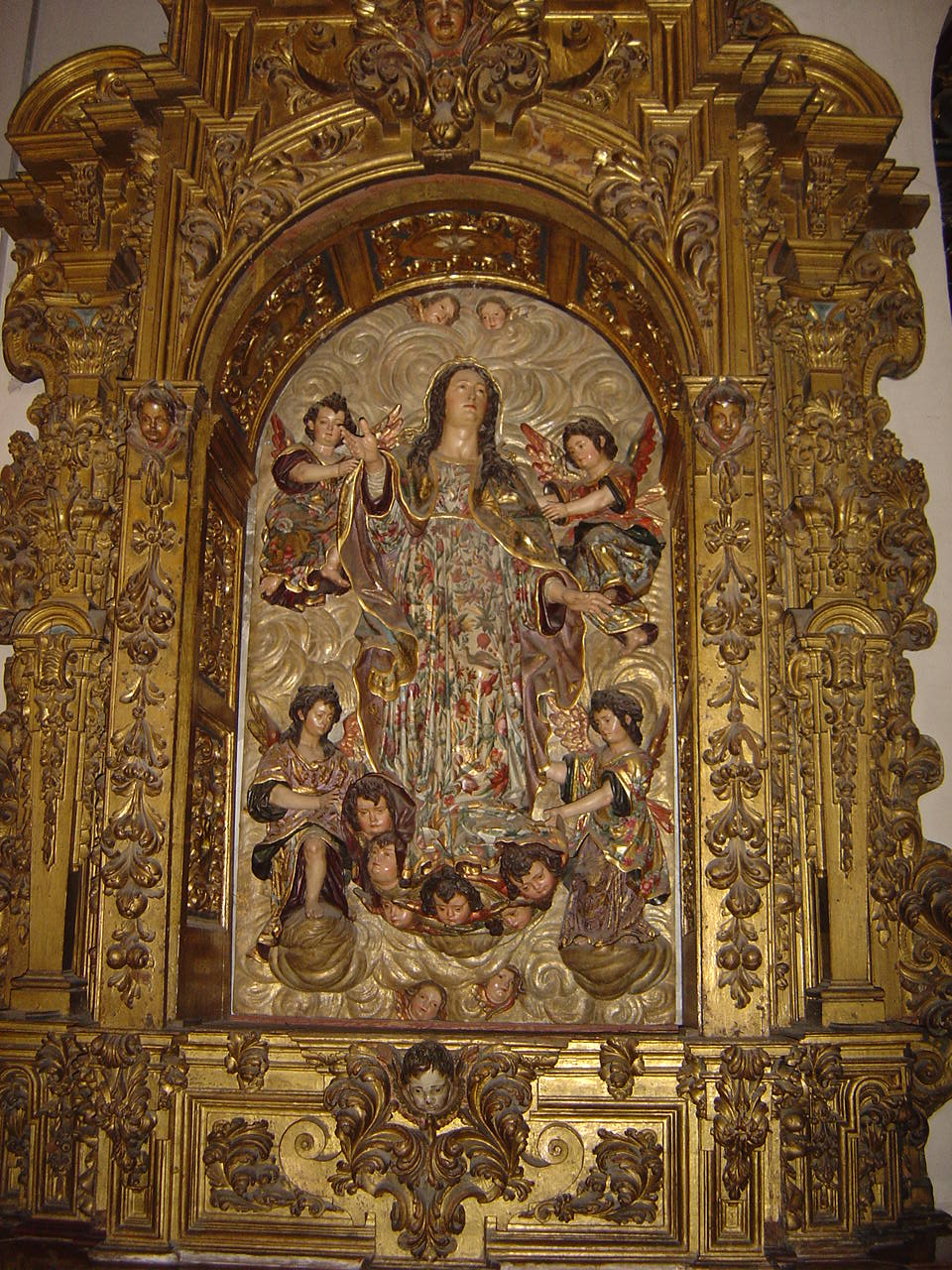
L'Assunzione della Vergine, chiesa della Maddalena
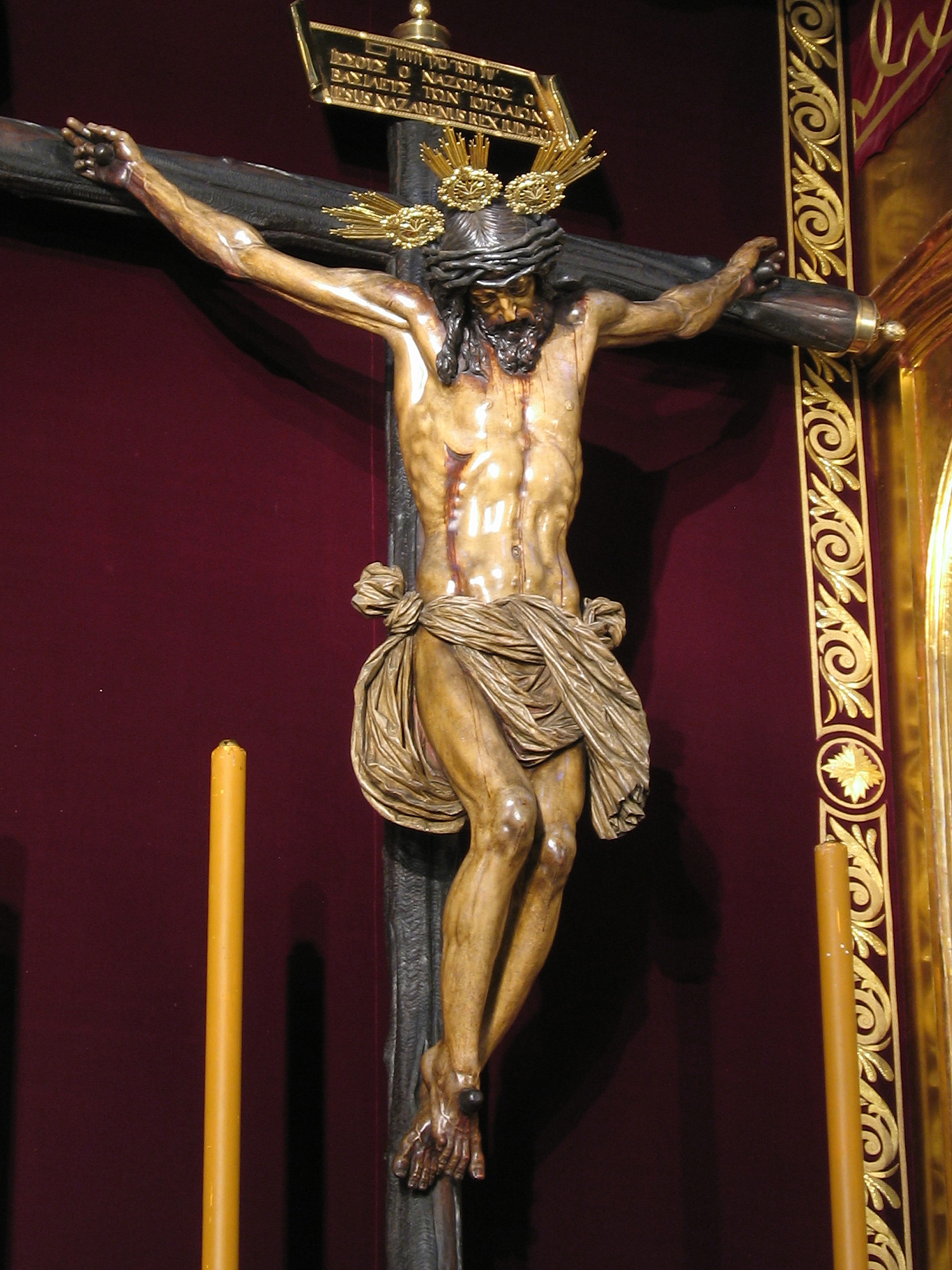
Cristo dell'Amore, chiesa del Salvatore
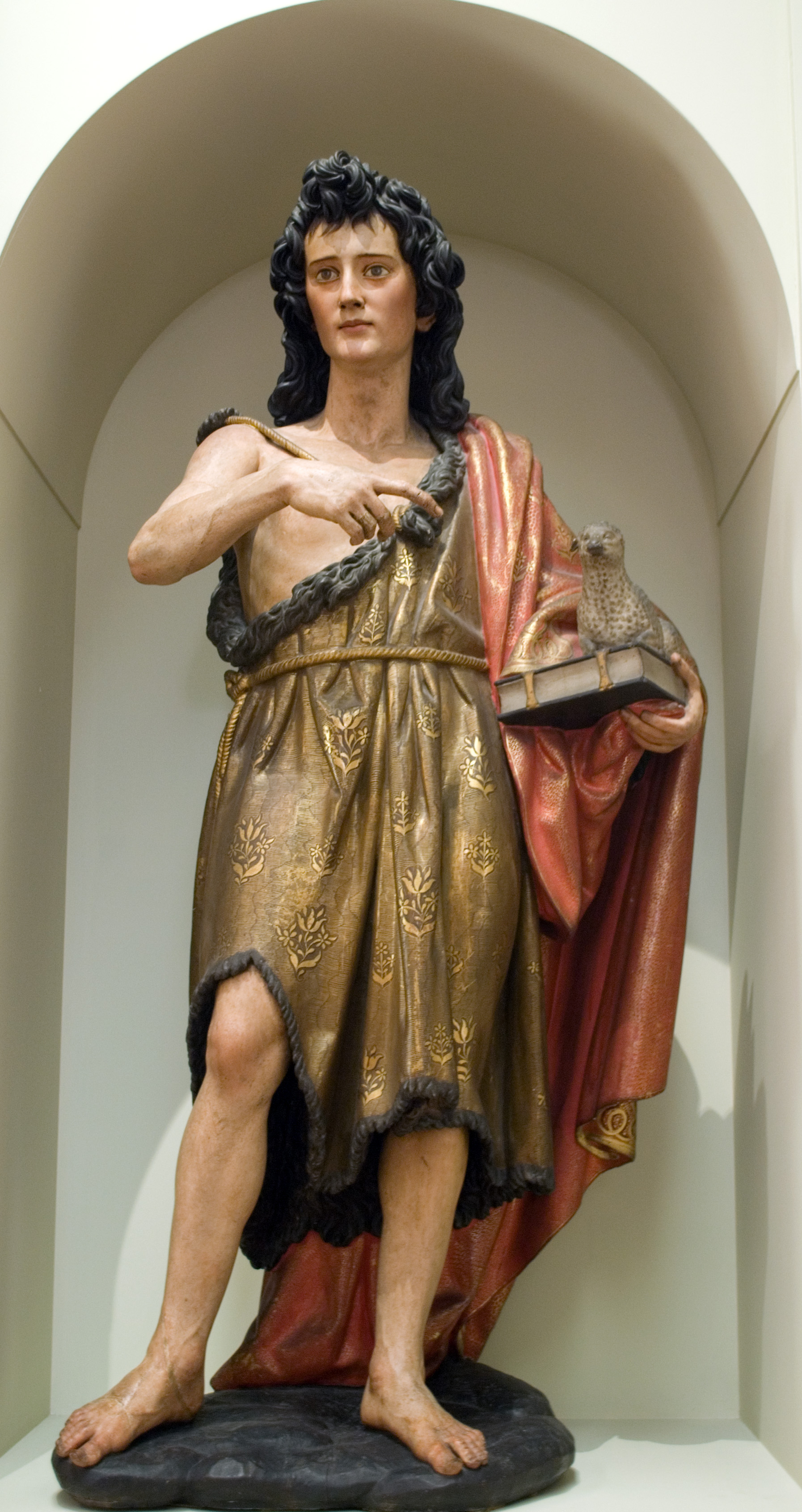
San Giovanni Battista, Siviglia, Museo de Bellas Artes

In generale le sue opere sono caratterizzate da un elevato realismo, da una grande vivacità espressiva, da un'importante forza drammatica e da una significativa policromia.

## Altre opere

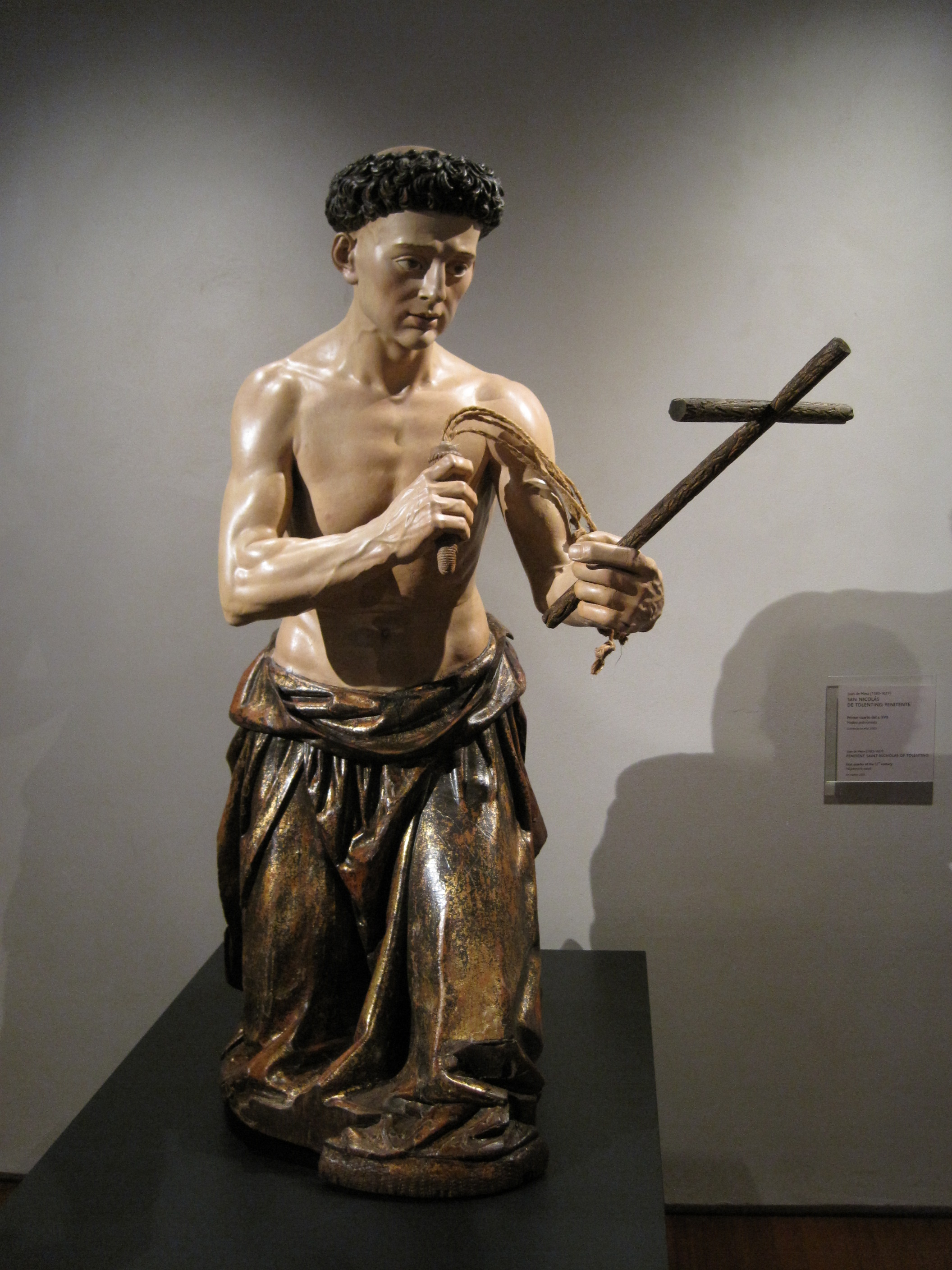
Juan de Mesa, San Nicola da Tolentino. Museo nazionale di scultura, Valladolid.

Altre opere di Juan de Mesa, fra cui alcune sono attribuite all'artista, sono:
- Cristo giacente della Fraternità della Santa Sepoltura, che si venera nella chiesa di San Gregorio a Siviglia.
- Madonna della Valle della Fraternità della Valle, collocata nella chiesa dell'Annunciazione di Siviglia.
- Madonna della Vittoria, contitolare della Fraternità delle Sigaraie di Siviglia.
- Cristo della Vera Croce, a Las Cabezas de San Juan, che si venera nella chiesa di San Giovanni Battista.
- Cristo crocifisso, nel presbiterio della Cattedrale dell'Almudena, a Madrid. Proviene dalla Collegiata di Sant'Isidoro della stessa capitale.
- San Nicola da Tolentino penitente. Museo nazionale di scultura, Valladolid.
- Madonna Incoronata delle Angustie. Opera datata e firmata, commissionata dal padre provinciale degli agostiniani fra Pedro Suárez de Góngora. Alla morte dell'artista erano ancora necessari tre giorni di lavoro per completare l'opera, che rimase non finita.
- Immacolata, al Convento di Teresas, Siviglia

Molte delle sue sculture furono attribuite per lungo tempo al suo maestro, Martínez Montañés. L'opera di Juan de Mesa pare dedicato quasi in esclusiva a statue processionali per la Settimana Santa. Il realismo corrisponde a un processo nel quale fece studi e osservazioni di figure umane reali vive e morte, da cui apprese a plasmare i particolari anatomici in maniera realistica, con una sensibilità che lo avvicina alla scuola castigliana, più incline al drammatismo.
Le sue figure di santi, como il San Giovanni della Certosa di Santa Maria de las Cuevas (1624) o il San Raimondo dei Mercedario di San Giuseppe (1626), entrambi nel Museo de Bellas Artes di Siviglia, mantengono caratteristiche personali lungo tutta la sua carriera, nonostante che questa non si sviluppi in un percorso lineare e uniforme, ma si possa dividere in cicli di attività febbrile intercalati a periodi di silenzio, come osservò Hernández Díaz. Alcuni attribuiscono le fasi di inattività a crisi ripetute di un'infermità cronica che lo colpì, sfociando in una morte relativamente precoce.
Il realismo è l'altra grande componente dell'estetica di Juan de Mesa. Il padre Ceballos lo ha rilevato con acume nel commentare le figure dei santi gesuiti Giacomo Kisai, Giovanni Soan di Goto e Paolo Miki, provenienti dalla Casa Professa. Realizzate nel 1627 per celebrare la beatificazione di questi martiri giapponesi, Mesa si ispirò a persone reali, riuscendo in tre splendidi ritratti, specialmente l'ultimo.